# جوزيه غريغ
جوزيه غريغ (بالإنجليزية: Josiah Gregg)‏ هو مستكشف ومحامي وصحفي أمريكي، ولد في 19 يوليو 1806، وتوفي في 25 فبراير 1850.